# Dubînkî, Șarhorod
Dubînkî (în ucraineană Дубинки) este un sat în comuna Pîsarivka din raionul Șarhorod, regiunea Vinnița, Ucraina.

## Demografie
Componența lingvistică a localității Dubînkî
     Ucraineană (96,83%)
     Rusă (1,59%)
     Română (1,59%)
Conform recensământului din 2001, majoritatea populației localității Dubînkî era vorbitoare de ucraineană (96,83%), existând în minoritate și vorbitori de rusă (1,59%) și română (1,59%).